# Вікторія Камінська
Вікторія Камінська (порт. Victoria Kaminskaya, 7 жовтня 1995) — португальська плавчиня.
Учасниця Олімпійських Ігор 2016 року.